# Иванов, Евдоким Арсентьевич
Евдоким Арсентьевич Иванов (15 июня 1909, Черкасское, Саратовская губерния — 15 августа 1990) — командир орудия 138-го гвардейского артиллерийского полка гвардии старшина — на момент представления к награждению орденом Славы 1-й степени.

## Биография
Родился 15 июня 1909 года в селе Черкасское (ныне — Вольского района Саратовской области). Окончил 6 классов. Работал в колхозе. В 1931—1933 годах проходил срочную службу в Красной Армии. Затем работал слесарем на заводе «Красный металлист» в городе Сталинграде.
С началом Великой Отечественной войны в июне 1941 года был вновь призван в армию. На фронте с сентября 1943 года. В 1943 году был принят в ВКП/КПСС. Воевал под Ленинградом, освобождал Прибалтику.
16 декабря 1943 в районе деревни Щелкуниха гвардии старшина Иванов, поддерживая атаку пехоты, выкатил свою 122-мм гаубицу на открытую позицию и вел огонь прямой наводкой. Метким огнём, на каждую цель использовался только один снаряд, расчёт Иванова разрушил дзот с крупнокалиберным пулемётом, несколько других огневых точек, 4 блиндажа и истребил до 20 противников. Пехотинцы без потерь ворвались во вражеские окопы. Приказом от 10 января 1944 года гвардии старшина Иванов награждён орденом Славы 3-й степени.
25 июля 1944 года в наступательном бою в районе высоты 197,6 огнём прямой наводкой расчёт Иванова уничтожил 3 зенитные установки с расчётами. В этом бою был ранен, но не ушёл с поля боя. Приказом от 13 октября 1944 года гвардии старшина Иванов награждён орденом Славы 2-й степени.
Бои в Прибалтике продолжались. Расчёт Иванова непрерывно находился со своим орудием на прямой наводке, метким огнём расчищая путь пехоте. 21—22 марта 1945 года в боях в районе населённых пунктов Скапари, Скрундас огнём прокладывал путь пехоте; его расчёт подбил танк, штурмовое орудие, бронетранспортёр, разрушил НП и вывел из строя более 25 вражеских солдат. За эти бои был представлен к награждению орденом Славы 1-й степени.
День Победы артиллерист встретил в Восточной Пруссии. В 1945 году был демобилизован. Вернулся на родину.
Указом Президиума Верховного Совета СССР от 15 мая 1946 года за исключительное мужество, отвагу и бесстрашие, проявленные на заключительном этапе Великой Отечественной войны в боях с вражескими захватчиками гвардии старшина Иванов Евдоким Арсентьевич награждён орденом Славы 1-й степени. Стал полным кавалером ордена Славы.
Жил в городе Сталинграде. До выхода на пенсию работал слесарем на заводе металлоизделий. Умер 15 августа 1990 года.
Награждён орденами Отечественной войны 1-й степени, Славы 3-х степеней, медалями.